# MaltaPost
MaltaPost p.l.c. és l'empresa de servei postal públic à Malta. El públic l'empresa limitada va agafar sobre els serveis postals anteriorment duts a terme per Posta va Limitar, i va començar operar damunt 1 de maig de 1998.
De llavors ençà 2003 hi ha hagut molts conjunts amb valors alts quan el franqueig local estàndard és 0,26 €, però tot i que aquests són principalment buscats per col·leccionistes, els valors més alts són encara utilitzat en paquets o va registrar cartes de llavors ençà etiquetes de franqueig no són utilitzades tan sovint dins Malta com en altres països.

## Outlets

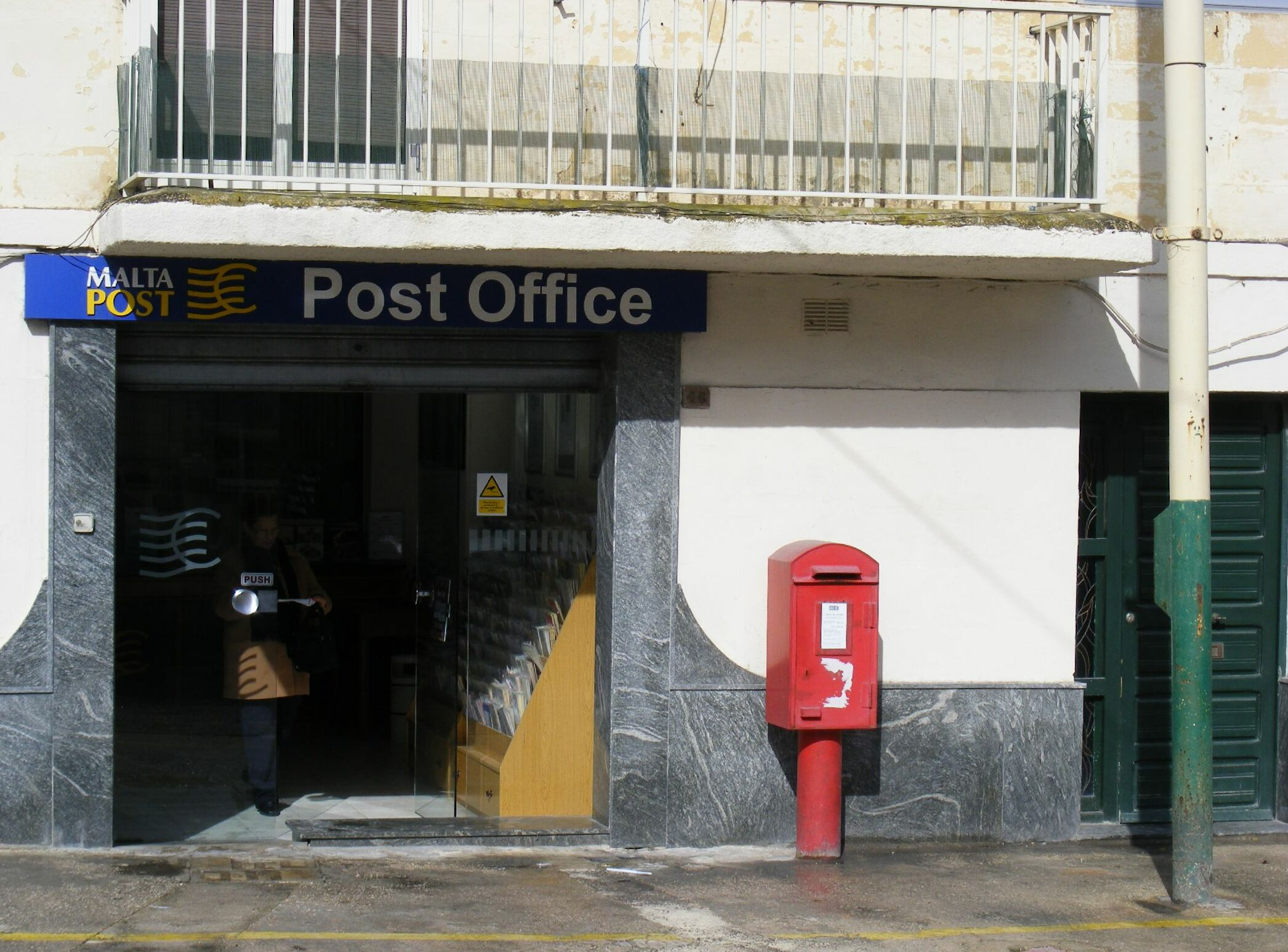
Birżebbuġa Oficina de Correus

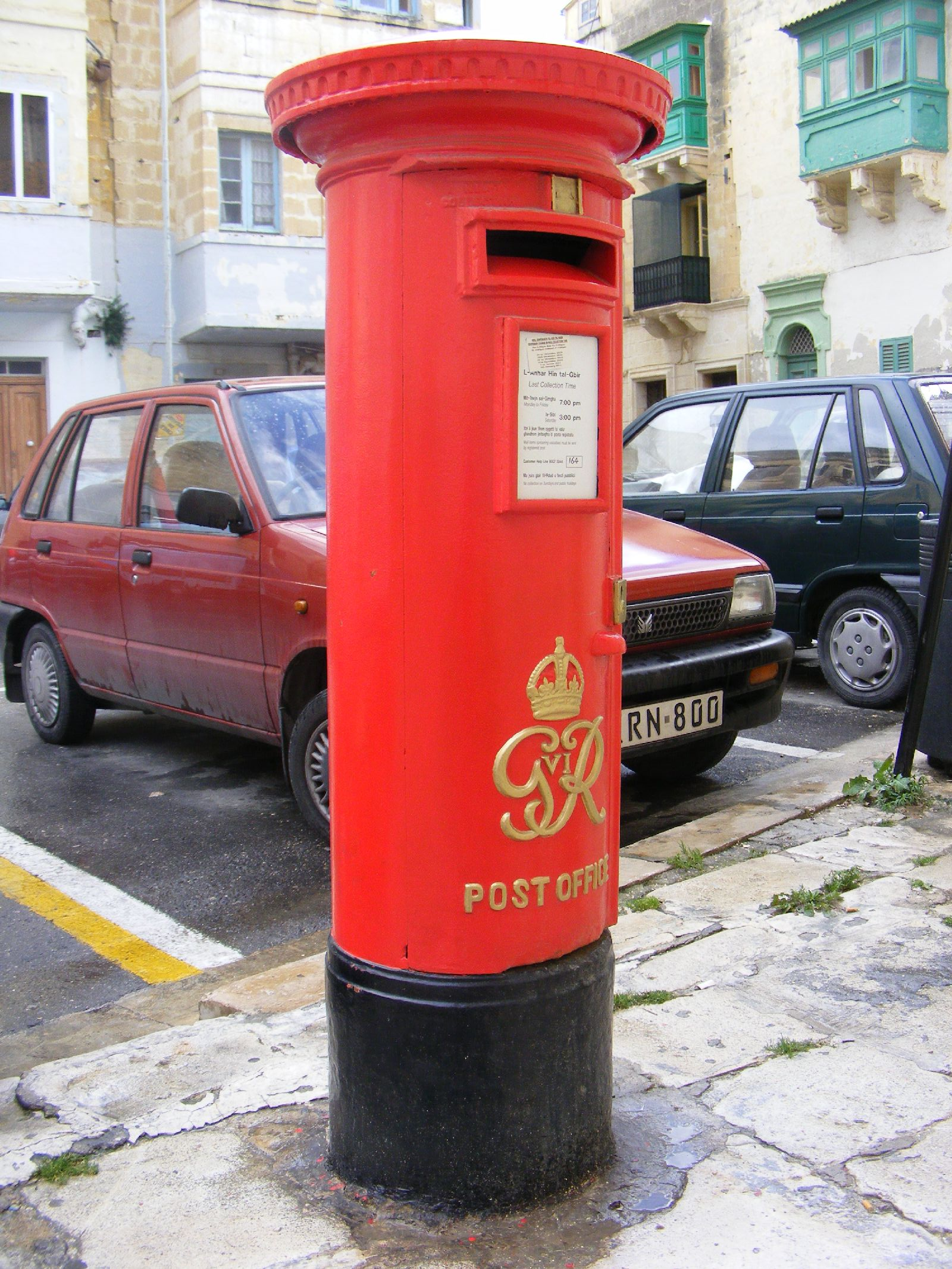
Caixa de pilar colonial a Senglea.

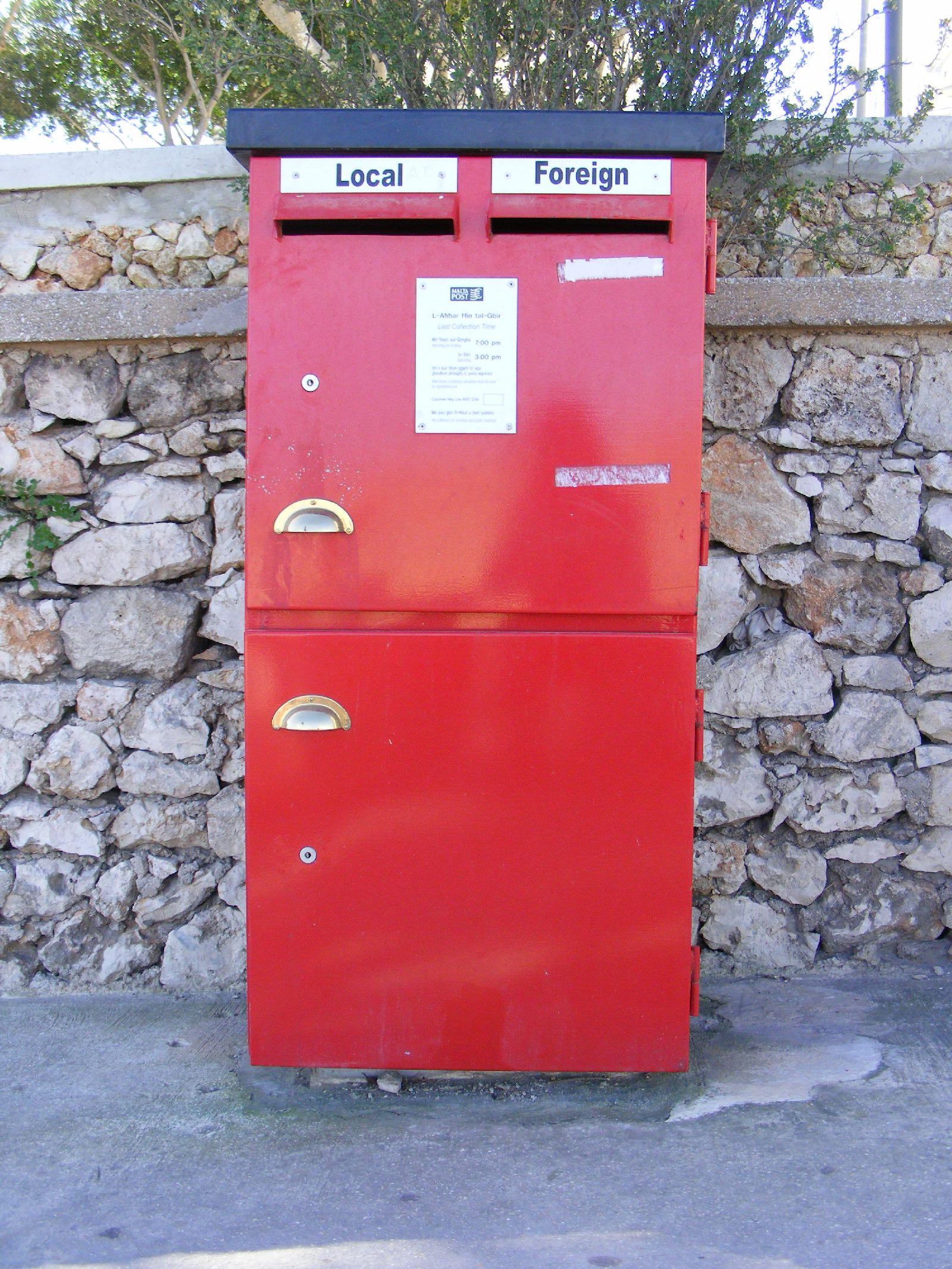
Caixa de correu modern a Mellieħa.

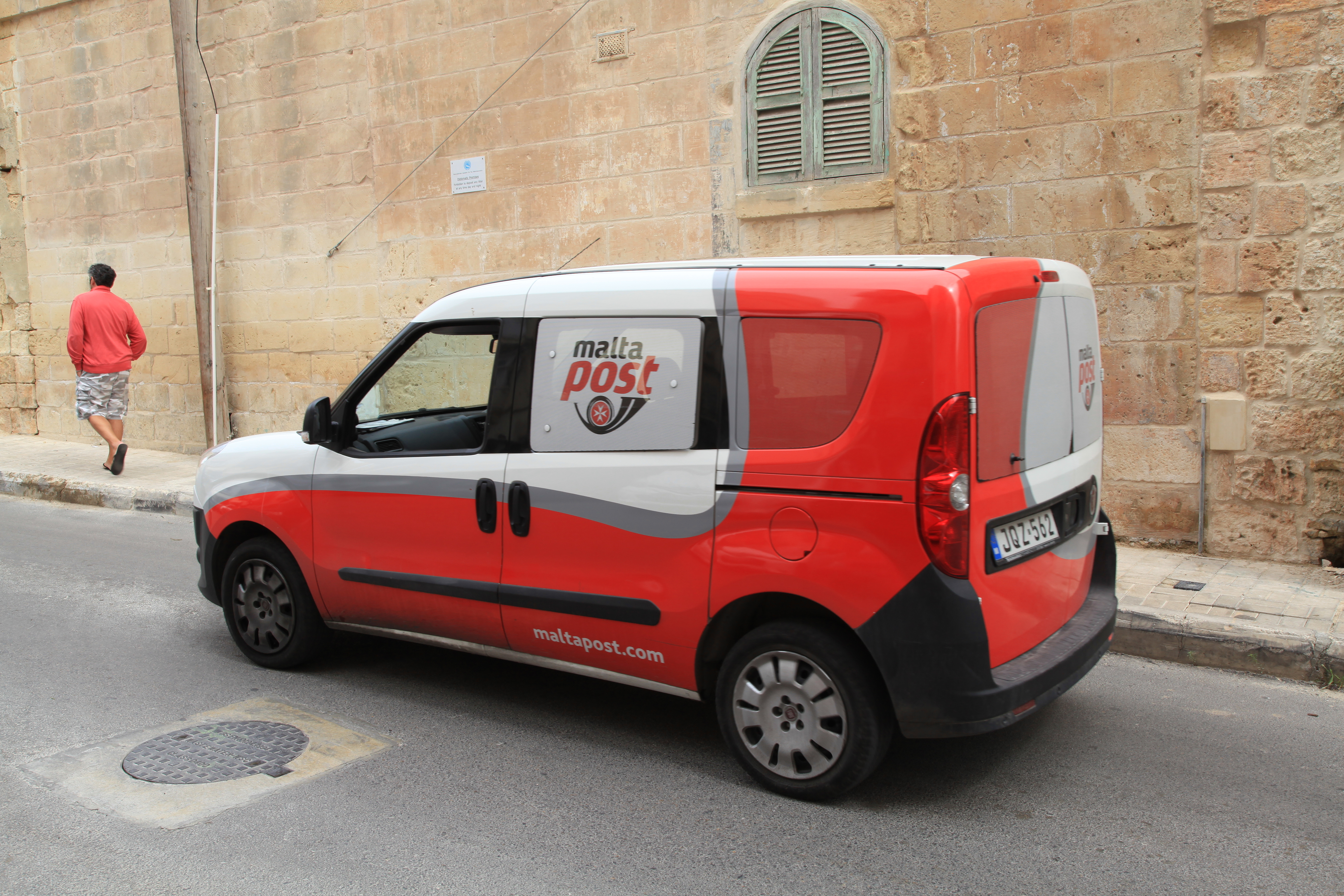
MaltaPost Fiat Doblò Mk2 furgoneta a St. Julian's.

### Postal Hubs
Hi ha 3 hubs a Malta i 1 a Gozo, cada localitat a Malta i Gozo depèn d'un d'aquests hubs.
| Nom           | Adreça                           | Locality      |
| ------------- | -------------------------------- | ------------- |
| Central 1 Hub | Carretera Qormi                  | Marsa         |
| Central 2 Hub | Carretera Mensija                | San Ġwann     |
| Del sud Hub   | Carrer nostra Senyora de Sorrows | Żejtun        |
| Gozo Hub      | Carrer d'Elizabeth del sant      | Xewkija, Gozo |

### Oficines de correu
Un codi que comença amb "R" indica una Oficina de Correu de la Branca (BPO), i un amb "S" indica un Sub Oficina de Correu (SPO). L'últim és normalment localitzat en botigues com papereries. Actualment (setembre 2015) MaltaPost opera 35 BPOs (incloent 5 a Gozo) i 28 SPOs (incloent-hi 3 a Gozo).
| Codi | Adreça                              | Locality          |
| ---- | ----------------------------------- | ----------------- |
| R01  | Qormi Carretera                     | Marsa             |
| R02  | Carrer de victòria                  | Qormi             |
| R03  | Dun Ġulju Muscat Carrer             | Luqa              |
| R04  | Malta Aeroport Internacional        | Luqa              |
| R05  | Carrer de Catherine del sant        | Żurrieq           |
| R06  | Sciortino Carrer                    | Żebbuġ            |
| R07  | Plaça parroquial                    | Rabat             |
| R08  | Carrer principal                    | Balzan            |
| R09  | Carretera de vall                   | Birkirkara        |
| R10  | 21 Avinguda de setembre             | Naxxar            |
| R11  | Carrer de constitució               | Mosta             |
| R12  | Nou Windmill Carrer                 | MellieħUn         |
| R13  | Carreró de cera                     | San Pawl il-Baħar |
| R14  | Dolmen Carrer                       | Buġibba           |
| R15  | Naxxar Carrer                       | San Ġwann         |
| R16  | Paceville Carrer                    | San Ġiljan        |
| R17  | Manwel Dimech Carrer                | Sliema            |
| R18  | Meme' Scicluna Plaça                | Gżira             |
| R19  | GwardamanġUn Turó                   | Pietà             |
| R20  | Ferrovija Carrer                    | Ħamrun            |
| R21  | Castille Plaça                      | Valletta          |
| R22  | Carrer de Fleca vella               | Valletta          |
| R23  | Antoine de Paule Plaça              | Paola             |
| R24  | Fuq San Pawl                        | Bormla            |
| R25  | Carrer de convent                   | Żabbar            |
| R26  | Carrer de Lucian del sant           | Żejtun            |
| R27  | Żarenu Dalli Carrer                 | BirżebbuġUn       |
| R28  | Visitation Carrer                   | Għarb, Gozo       |
| R29  | Carrer de república                 | Victoria, Gozo    |
| R30  | Racecourse Carrer                   | Xagħra, Gozo      |
| R31  | Carrer del nord                     | Nadur, Gozo       |
| R32  | J. F. de Chambray Carrer            | Għajnsielem, Gozo |
| R33  | Campus universitari                 | Msida             |
| R34  | Senyor Adrian Dingli Carrer         | Sliema            |
| R35  | G. Bessiera Carrer                  | Swieqi            |
| S01  | Plaça de Nicholas del sant          | Siġġiewi          |
| S02  | Carrer parroquial                   | Mqabba            |
| S04  | Eroj Swatar Plaça                   | Birkirkara        |
| S06  | Marina Carrer                       | Marsaskala        |
| S07  | Plaça de victòria                   | Birgu             |
| S08  | Arquebisbe Gonzi Plaça              | Kalkara           |
| S09  | Carrer de Thomas del sant           | Fgura             |
| S10  | Plaça de mercat                     | Tarxien           |
| S12  | Frenċ Abela Plaça                   | Dingli            |
| S14  | ĠOġ Carrer d'Olivier del Borg       | MellieħUn         |
| S15  | Kananea Carrer                      | Attard            |
| S16  | Mannarino Carrer                    | Birkirkara        |
| S17  | L. Casolani Carrer                  | Birkirkara        |
| S20  | Sant Bartholomeo Carrer             | Għargħur          |
| S21  | Feliċ Borġ Carrer                   | San Ġwann         |
| S22  | Ċensu Xerri Carrer                  | Sliema            |
| S23  | Testaferrata Carrer                 | Ta' Xbiex         |
| S26  | La nostra Senyora de Sorrows Carrer | San Lawrenz       |
| S29  | Carrer de victòria                  | Birkirkara        |
| S30  | Kaħli Carrer                        | San Pawl il-Baħar |
| S31  | Orvieto Carrer                      | Kerċem, Gozo      |
| S32  | Manoel de Vilhena Carrer            | Gżira             |
| S33  | WesgħUn Bir Id-Deheb                | Għaxaq            |
| S35  | Marfa Carretera                     | MellieħUn         |
| S36  | Fleur-de-Lys Carrer                 | Santa Venera      |
| S37  | Glormu Cassar Carrer                | Mosta             |
| S38  | Dun Karm Caruana Carrer             | Għasri, Gozo      |
| S39  | Imhazen Carrer                      | Floriana          |

### Altre
Hi ha un addicional 431 segell autoritzat venedors dins Malta i Gozo. Letterboxes És també trobat dins pràcticament cada locality.

## Codis postals
MaltaPost Inicialment continuat per utilitzar codis postals mentre eren en el 1990s. Dins 2007 van canviar el postcodes de totes les adreces en les Illes malteses. Cada codi consisteix en tres cartes, que difereixen per locality, i quatre números, per exemple MTP 1001 (el postcode de MaltaPost complex principal en Marsa).